# La Chèvrerie
La Chèvrerie is een gemeente in het Franse departement Charente (regio Nouvelle-Aquitaine) en telt 152 inwoners (1999). De plaats maakt deel uit van het arrondissement Confolens.

## Geografie
De oppervlakte van La Chèvrerie bedraagt 4,7 km², de bevolkingsdichtheid is 32,3 inwoners per km².
De onderstaande kaart toont de ligging van La Chèvrerie met de belangrijkste infrastructuur en aangrenzende gemeenten.

## Demografie
Onderstaande figuur toont het verloop van het inwonertal (bron: INSEE-tellingen).